# Masters (snooker)

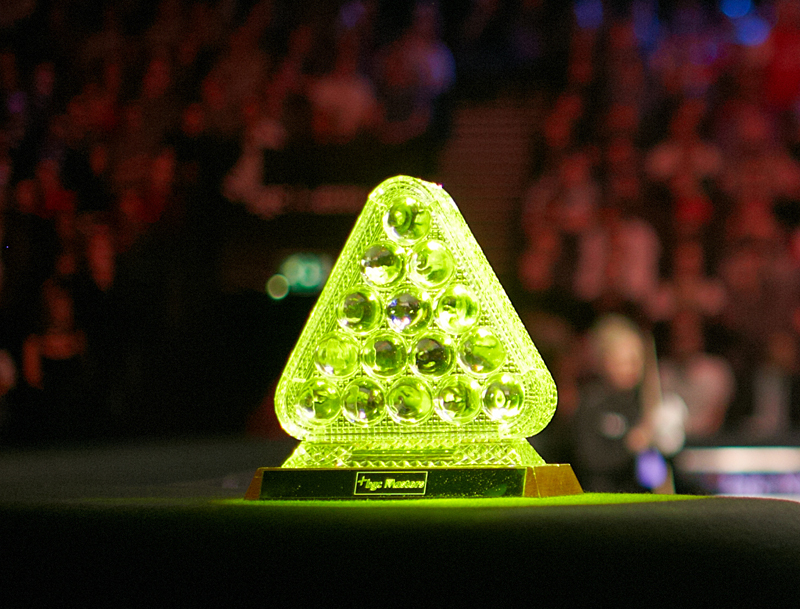
Puchar dla zwycięzcy Masters (zdjęcie z 2012 roku)

The Masters (pełna nazwa od 2025 roku Johnstone's Paint Masters) − jeden z najbardziej prestiżowych turniejów snookerowych. Mimo że jest to turniej nierankingowy, zwycięstwo w nim jest bardzo cenione przez graczy, ponieważ w turnieju bierze udział tylko pierwsza 16 światowego rankingu (są przewidziane tylko dwa miejsca dla zawodników spoza szesnastki).

## Turniej
Początkowo do udziału w Mastersie zapraszanych było tylko pierwszych szesnastu zawodników ze światowego rankingu oraz dwóch graczy z dzikimi kartami: jedną można było dostać po przejściu eliminacji, a drugą przyznawał organizator. W edycji 2007 zmieniono trochę tę zasadę: w turnieju wzięło udział 19 zawodników, z czego pierwsza trzynastka listy rankingowej miała zapewnione miejsce w pierwszej rundzie. Zawodnicy z miejscami 14, 15 i 16 na liście rankingowej musieli zagrać jeden mecz więcej z zawodnikami, którzy otrzymali dzikie karty. Jedna dzika karta została wywalczona w eliminacjach przez Stuarta Binghama, zaś dwie kolejne otrzymali od organizatorów: Jimmy White oraz Ding Junhui.
Pierwszy turniej Masters został rozegrany w 1975 roku w Londynie. Turniej rozgrywany jest zwykle w styczniu. Najwięcej, bo aż 8 razy zwyciężał w tej imprezie Ronnie O’Sullivan. Puchar Masters od 2017 roku nosi nazwę Paul Hunter Trophy.
Turniej Masters wraz z UK Championship i mistrzostwami świata tworzy Triple Crown − zestaw najbardziej prestiżowych turniejów snookerowych w danym roku, stanowiący odpowiednik Wielkiego Szlema w tenisie.

## Nagrody

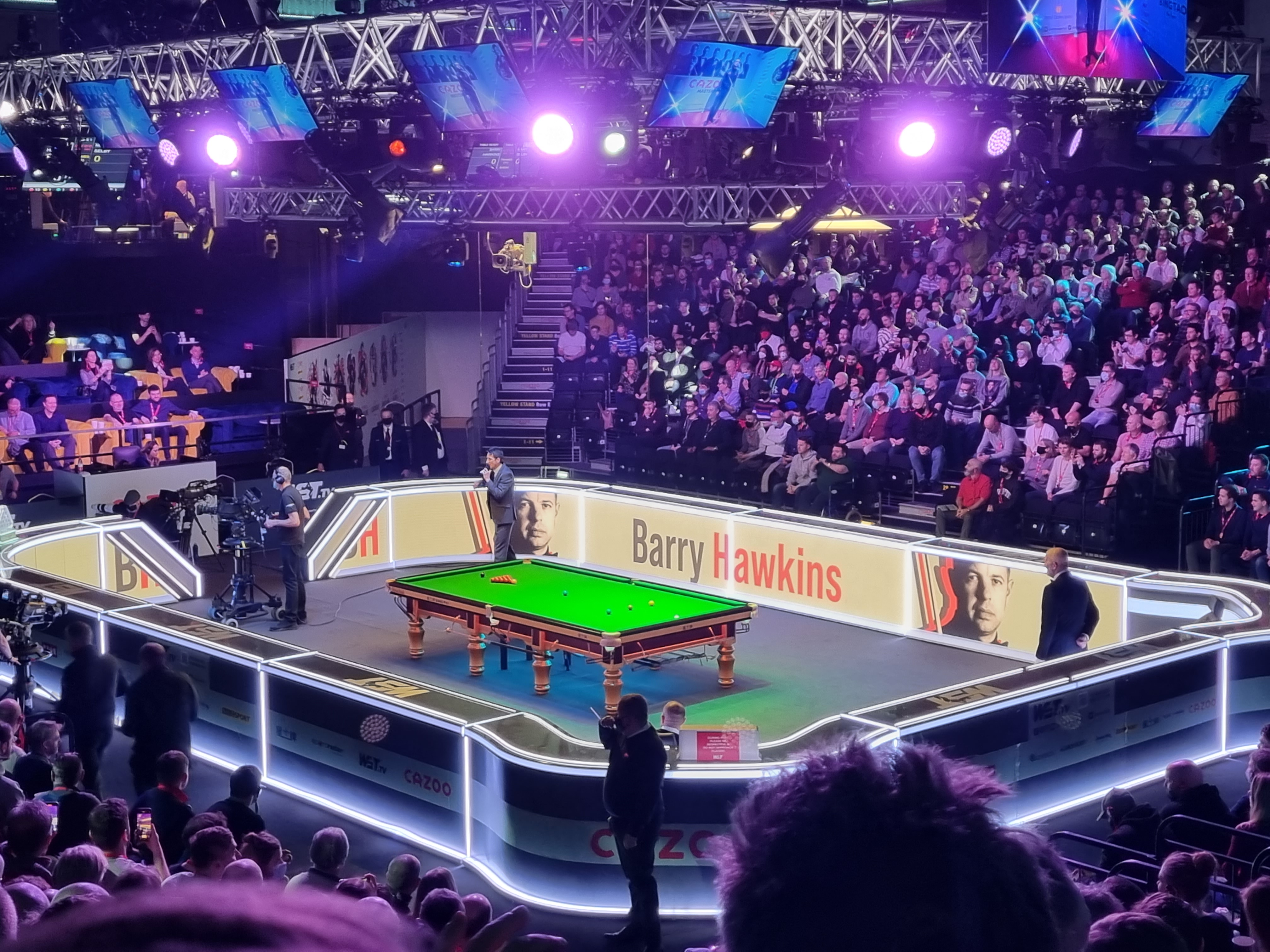
Masters w Alexandra Palace (2022)

Mimo iż jest to turniej nierankingowy, to ma on zaraz po mistrzostwach świata i Saudi Arabia Snooker Masters największą pulę nagród. W 2025 przekroczyła ona milion funtów:
| Kategoria                | Nagroda     |
| ------------------------ | ----------- |
| Zwycięzca                | 350 000 £   |
| Finał                    | 140 000 £   |
| Półfinał                 | 75 000 £    |
| Ćwierćfinał              | 40 000 £    |
| 1. runda                 | 25 000 £    |
| Najwyższy break turnieju | 15 000 £    |
| Łączna pula nagród       | 1 015 000 £ |

## Wyniki finałów
| Rok  | Triumfator        | Przeciwnik        | Wynik finałowy | Sezon   |
| ---- | ----------------- | ----------------- | -------------- | ------- |
| 1975 | John Spencer      | Ray Reardon       | 9 - 8          | 1974/75 |
| 1976 | Ray Reardon       | Graham Miles      | 7 - 3          | 1975/76 |
| 1977 | Doug Mountjoy     | Ray Reardon       | 7 - 6          | 1976/77 |
| 1978 | Alex Higgins      | Cliff Thorburn    | 7 - 5          | 1977/78 |
| 1979 | Perrie Mans       | Alex Higgins      | 8 - 4          | 1978/79 |
| 1980 | Terry Griffiths   | Alex Higgins      | 9 - 5          | 1979/80 |
| 1981 | Alex Higgins      | Terry Griffiths   | 9 - 6          | 1980/81 |
| 1982 | Steve Davis       | Terry Griffiths   | 9 - 5          | 1981/82 |
| 1983 | Cliff Thorburn    | Ray Reardon       | 9 - 7          | 1982/83 |
| 1984 | Jimmy White       | Terry Griffiths   | 9 - 5          | 1983/84 |
| 1985 | Cliff Thorburn    | Doug Mountjoy     | 9 - 6          | 1984/85 |
| 1986 | Cliff Thorburn    | Jimmy White       | 9 - 5          | 1985/86 |
| 1987 | Dennis Taylor     | Alex Higgins      | 9 - 8          | 1986/87 |
| 1988 | Steve Davis       | Mike Hallett      | 9 - 0          | 1987/88 |
| 1989 | Stephen Hendry    | John Parrott      | 9 - 6          | 1988/89 |
| 1990 | Stephen Hendry    | John Parrott      | 9 - 4          | 1989/90 |
| 1991 | Stephen Hendry    | Mike Hallett      | 9 - 8          | 1990/91 |
| 1992 | Stephen Hendry    | John Parrott      | 9 - 4          | 1991/92 |
| 1993 | Stephen Hendry    | James Wattana     | 9 - 5          | 1992/93 |
| 1994 | Alan McManus      | Stephen Hendry    | 9 - 8          | 1993/94 |
| 1995 | Ronnie O’Sullivan | John Higgins      | 9 - 3          | 1994/95 |
| 1996 | Stephen Hendry    | Ronnie O’Sullivan | 10 - 5         | 1995/96 |
| 1997 | Steve Davis       | Ronnie O’Sullivan | 10 - 8         | 1996/97 |
| 1998 | Mark J. Williams  | Stephen Hendry    | 10 - 9         | 1997/98 |
| 1999 | John Higgins      | Ken Doherty       | 10 - 8         | 1998/99 |
| 2000 | Matthew Stevens   | Ken Doherty       | 10 - 8         | 1999/00 |
| 2001 | Paul Hunter       | Fergal O’Brien    | 10 - 9         | 2000/01 |
| 2002 | Paul Hunter       | Mark J. Williams  | 10 - 9         | 2001/02 |
| 2003 | Mark J. Williams  | Stephen Hendry    | 10 - 4         | 2002/03 |
| 2004 | Paul Hunter       | Ronnie O’Sullivan | 10 - 9         | 2003/04 |
| 2005 | Ronnie O’Sullivan | John Higgins      | 10 - 3         | 2004/05 |
| 2006 | John Higgins      | Ronnie O’Sullivan | 10 - 9         | 2005/06 |
| 2007 | Ronnie O’Sullivan | Ding Junhui       | 10 - 3         | 2006/07 |
| 2008 | Mark Selby        | Stephen Lee       | 10 - 3         | 2007/08 |
| 2009 | Ronnie O’Sullivan | Mark Selby        | 10 - 8         | 2008/09 |
| 2010 | Mark Selby        | Ronnie O’Sullivan | 10 - 9         | 2009/10 |
| 2011 | Ding Junhui       | Marco Fu          | 10 - 4         | 2010/11 |
| 2012 | Neil Robertson    | Shaun Murphy      | 10 - 6         | 2011/12 |
| 2013 | Mark Selby        | Neil Robertson    | 10 - 6         | 2012/13 |
| 2014 | Ronnie O’Sullivan | Mark Selby        | 10 - 4         | 2013/14 |
| 2015 | Shaun Murphy      | Neil Robertson    | 10 - 2         | 2014/15 |
| 2016 | Ronnie O’Sullivan | Barry Hawkins     | 10 - 1         | 2015/16 |
| 2017 | Ronnie O’Sullivan | Joe Perry         | 10 - 7         | 2016/17 |
| 2018 | Mark Allen        | Kyren Wilson      | 10 - 7         | 2017/18 |
| 2019 | Judd Trump        | Ronnie O’Sullivan | 10 - 4         | 2018/19 |
| 2020 | Stuart Bingham    | Allister Carter   | 10 - 8         | 2019/20 |
| 2021 | Yan Bingtao       | John Higgins      | 10 - 8         | 2020/21 |
| 2022 | Neil Robertson    | Barry Hawkins     | 10 - 4         | 2021/22 |
| 2023 | Judd Trump        | Mark J. Williams  | 10 - 8         | 2022/23 |
| 2024 | Ronnie O’Sullivan | Allister Carter   | 10 - 7         | 2023/24 |
| 2025 | Shaun Murphy      | Kyren Wilson      | 10 - 7         | 2024/25 |